# Johannes Motschmann (Komponist)
Johannes Motschmann (* 1978 in Hamburg) ist ein deutscher Komponist.

## Leben
Seine Mutter ist die CDU-Politikerin Elisabeth Motschmann, sein Vater der Theologe Jens Motschmann.
Im Alter von neun Jahren begann er, Klavier zu spielen und zu komponieren.
Sein Musikstudium begann er an der Hochschule für Musik Carl Maria von Weber in Dresden. Bei Jörg Herchet studierte er Komposition, bei Gunther Anger Klavier, bei Wilfried Jentzsch elektronische Musik und bei Clemens Kühn und Ludwig Holtmeier Musiktheorie. 2002 bis 2006 setzte er sein Studium an der Hochschule für Musik in Karlsruhe bei Wolfgang Rihm fort. Dort legte er sein Diplom- und Konzertexamen ab. Daran schloss er noch ein postgraduales Studium an der Hochschule für Musik „Hanns Eisler“ in Berlin bei Hanspeter Kyburz an. Anschließend befasste er sich intensiv mit Algorithmischer Komposition.
Er gründete gemeinsam mit dem Multipercussionisten David Panzl und dem Tonmeister Boris Bolles sein eigenes Trio und ist seit 2016 als Recording Artist beim Berliner Label „Neue Meister“ unter Vertrag. 2020 ist Johannes Motschmann Stipendiat im Experimentalstudio des SWR, wo er über Komposition und Künstliche Intelligenz forscht.
Zu den Interpretinnen und Interpreten seiner Werke zählen u. a. das Ensemble Modern, das Mozarteumorchester Salzburg, SWR Sinfonieorchester, NDR Radiophilharmonie, Opern- und Museumsorchester Frankfurt, Deutsches Kammerorchester Berlin, Deutsche Kammerphilharmonie Bremen, das Scharoun Ensemble, Ensemble Adapter, Ensemble risonanze erranti, Minguet Quartett, Jack Quartet, Quatuor Danel und die Klassik-Band „Spark (Band)“. Er arbeitet unter anderem mit den Dirigentinnen und Dirigenten Ingo Metzmacher, Johannes Kalitzke, Sean Edwards, Sebastian Weigle, Peter Tilling, Alexander Shelley, Ben Palmer und Ilan Volkov.
Kompositionen Motschmanns wurden unter anderem beim Schleswig-Holstein Musik Festival, bei den Festspielen Mecklenburg-Vorpommern, beim Beethovenfest Bonn und in der Yellow-Lounge im Berghain in Berlin aufgeführt. Einige seiner Werke sind auf Musikalben veröffentlicht, u. a. auf Downtown Illusions und Folk Tunes von Spark. Eines seiner Werke war namensgebend für das Album Echoing Voices von Andrea Ritter, auf dem es enthalten ist. 2008 erhielt Motschmann den Bremer Komponistenpreis.
Johannes Motschmann lebt in Berlin. Er beteiligt sich regelmäßig an dem Musikerziehungsprojekt „Response“ der Deutschen Kammerphilharmonie Bremen.
Motschmanns Musik wird sowohl bei Pop- als auch bei Klassikfestivals aufgeführt – u. a. bei Klangspuren Schwaz, dem Beethovenfest Bonn, dem Davos Festival, dem Schleswig-Holstein Musik Festival und den Festspielen Mecklenburg-Vorpommern, beim Heidelberger Frühling, bei der Biennale für Moderne Musik Frankfurt Rhein Main, bei La Folle Journée, bei Enjoy Jazz, dem Reeperbahn Festival oder der Yellow Lounge im Berghain Berlin.

## Diskographie
- Electric Fields (2016)
- Augmented Reality (2016) mit dem ensemble risonanze erranti
- Waves at Boundaries (2017)
- Facets of Infinity (2017) mit dem Opern- und Museumsorchester Frankfurt unter der Leitung von Sebastian Weigle.
- Lifestream (2019)
- Tristia (2020) mit der NDR Radiophilharmonie und Ben Palmer.
- AION2 (2022)
- AION für großes Ensemble, künstliche Intelligenz und Live-Elektronik (2024)
- Préludes Tableaux für Klavier (2024)

## Werkauswahl
Orchester:
- Tristia (2019) für Streichorchester
- Facets of Infinity (2016) für zwei Blockflöten, Violine, Violoncello, Klavier und Orchester
- Echoes and Drones (2016) for chamber orchestra
- Echoes and Instruments (2015) for orchestra
- Klarinettenkonzert (2013)
- Life Events (2009) Klavierkonzert
- Konzertfiguren für Violine und Orchester (2008)
- Drei Antiphonen für Orchester (2008)

Ensemble:
- Ritornelle und Echos für Ensemble (2021/2024)
- AION für großes Ensemble, künstliche Intelligenz und Live-Elektronik (2024)
- Fanfares and Latent Cycles (2020) für großes Ensemble
- Tenebrae, Fraktale für 12 Blechbläser (2014)
- Tenebrae remixed für Blechbläser und Live-Elektronik (2014)
- Augmented Reality(2012) für konzertierende Celesta, Ensemble und Sample
- Attack Decay (2011) für Ensemble
- Sustain Release (2010) für Vibraphon und Streicher
- Serenata für Ensemble (2007)

Kammermusik:
- Oktett für Violine, Viola, Violoncello, Klarinette, Horn, Fagott und Klavier (2023)
- Waves and Latent Cycles (2019) für Harfe, Klavier und Schlagzeug
- Encore für Blockflöten, Viola, Violoncello und Klavier (2014)
- Scripted Reality (2012) für Klavier, Celesta und Schlagzeug
- Arpeggiator (2012) für Klavierquintett
- Folk Tune Rhapsodies (I-III) (2012) für zwei Blockflöten, Viola, Violoncello und Klavie
- Echoing voices (2011) für zwei Kontrabassblockflöten und Klavier
- Resonance (2011) für Altblockflöte und Klavier
- Carillon Notturno Exprompt (2008) Drei Stücke für Klavier und Schlagzeug
- Meteor (2008) für Sopraninoblockflöte, Sopranblockflöte, Viola, Violoncello und Klavier
- Tanz (2007) für Streichquartett und Jazztrio
- Elegie (2007) für Oboe, Violine, Viola, Violoncello und Klavier
- Quintett (2006) für Klarinette, Violine, Viola, Violoncello und Klavier
- Drei kurze Sätze (2005) für Englischhorn, Violine und drei Violoncelli
- Melismen (2004) für Streichquartett
- Immer Schweigender (2004) für Streichquartett

Solo:
- Préludes Tableaux (2024) für Klavier
- Arpeggiator (2013) für Klavier
- Wunderkinderszenen (2012) für Klavier
- Sonate (2007) für Violoncello solo
- Komposition (2002) für Orgel

Chor:
- Agnus Dei (2018) für Chor a cappella
- Sommerabend (2014) Festspielouvertüre für fünf Chorgruppen im Raum, E-Gitarre und Schlagzeug (nach einem Gedicht von Walter Kempowski)
- Drei Motetten (2010) für Chor a cappella
- Quod factum est ipsum permanet (2009) für Chor a cappella

Elektronische Musik:
- Livestream (2019) 10 Stücke für Multipercussion, Violine, Violoncello, Harfe, elektrische Klaviere, Synthesizer und Chor
- Electric Fields (2015) 9 Stücke für Multipercussion, Violine, elektrische Klaviere und Synthesizer
- Tenebrae remixed (2014) für Blechbläser und Live-Elektronik
- Kristallsphären I–III (2001–2006) für Video – DVD 5.1. Kanal

Filmmusik:
- Tabu (2019) Filmmusik für TerraX, ZDF
- Grizzly (2013) Filmmusik zu einem Film von Arved Lindau
- Into America. The Ancestor’s Land (2012) Filmmusik zu einem Film von Nadine Zacharias
- Ende der Welt (2011) Filmmusik zu einem Film von Arved Lindau

Theatermusik:
- Prinz und Bettelknabe (2014) Musical für Kinder nach Mark Twain (Text: Wolfgang Dornwald)
- Henrik lyver du in memoriam Henrik Ibsen (2006) Schauspielmusik für ein Deutsch-Norwegisches Theaterprojekt in drei Akten für vier singende Schauspieler, Klarinette, Violine, Violoncello, Akkordeon und Klavier

Bearbeitungen:
- Franz Schubert: Der Wanderer (2014) für Bariton und 8 Instrumente
- Michael Nyman: An Eye for Optical Theory (2012) für zwei Blockflöten, Melodica, Viola, Violoncello und Klavier

## Auszeichnungen
- 2008: Bremer Komponistenpreis[5]